# McCoy Tyner/Diskografie

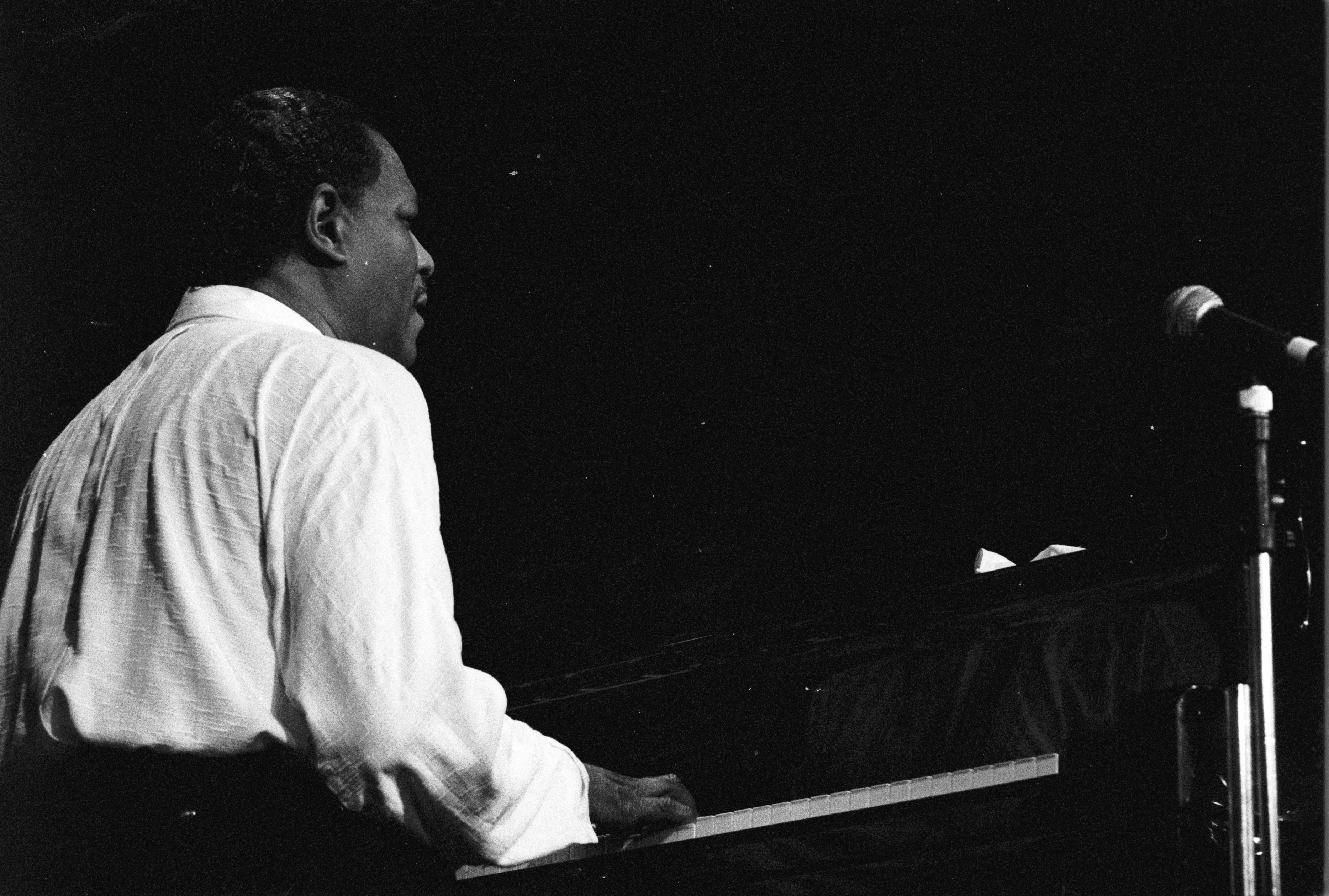
McCoy Tyner (1989)

Diese Diskografie ist eine Übersicht über die veröffentlichten Tonträger des Jazzmusikers McCoy Tyner. Sie umfasst seine Alben unter eigenem Namen (Abschnitt 1), Kompilationen (Abschnitt 2) und seine Mitwirkungen als Musiker bei weiteren Produktionen (Abschnitt 3). Nach Angaben des Diskografen Tom Lord war er zwischen 1959 und 2007 an 273 Aufnahmesessions beteiligt.

## Alben unter eigenem Namen
| Jahr      | Titel                                                                                            | Musiklabel                     |
| --------- | ------------------------------------------------------------------------------------------------ | ------------------------------ |
| 1962      | Inception                                                                                        | Impulse!                       |
| 1962      | Reaching Fourth                                                                                  | Impulse!                       |
| 1963      | Nights of Ballads & Blues                                                                        | Impulse!                       |
| 1963      | Today and Tomorrow                                                                               | Impulse!                       |
| 1964      | Live at Newport                                                                                  | Impulse!                       |
| 1964      | McCoy Tyner Plays Ellington                                                                      | Impulse!                       |
| 1967      | The Real McCoy                                                                                   | Blue Note                      |
| 1967      | Tender Moments                                                                                   | Blue Note                      |
| 1968      | Time for Tyner                                                                                   | Blue Note                      |
| 1968      | Expansions                                                                                       | Blue Note                      |
| 1968–1970 | Cosmos                                                                                           | Blue Note                      |
| 1970      | Extensions                                                                                       | Blue Note                      |
| 1970      | Asante                                                                                           | Blue Note                      |
| 1972      | Sahara                                                                                           | Milestone                      |
| 1972      | Song for My Lady                                                                                 | Milestone                      |
| 1972      | Echoes of a Friend                                                                               | JVC, Milestone                 |
| 1973      | Song of the New World                                                                            | Milestone                      |
| 1973      | Enlightenment                                                                                    | Milestone                      |
| 1974      | Sama Layuca                                                                                      | Milestone                      |
| 1974      | Atlantis                                                                                         | Milestone                      |
| 1975      | Trident                                                                                          | Milestone                      |
| 1976      | Fly with the Wind                                                                                | Milestone                      |
| 1976      | Focal Point                                                                                      | Milestone                      |
| 1977      | Supertrios                                                                                       | Milestone                      |
| 1977      | Inner Voices                                                                                     | Milestone                      |
| 1978      | The Greeting                                                                                     | Milestone                      |
| 1978      | Passion Dance                                                                                    | Milestone                      |
| 1978      | Counterpoints: Live in Tokyo                                                                     | Milestone                      |
| 1979      | Together                                                                                         | Milestone                      |
| 1979      | Horizon                                                                                          | Milestone                      |
| 1980      | Quartets 4 X 4                                                                                   | Milestone                      |
| 1981      | 13th House                                                                                       | Milestone                      |
| 1981      | La Leyenda de la Hora                                                                            | Columbia                       |
| 1982      | Looking Out                                                                                      | Columbia                       |
| 1982      | Love & Peace (mit Elvin Jones erschien auch als Reunited)                                        | Trio (Japan)                   |
| 1984      | Dimensions                                                                                       | Elektra                        |
| 1985      | It’s About Time (mit Jackie McLean)                                                              | Blue Note                      |
| 1985      | Major Changes (mit Frank Morgan)                                                                 | Blue Note                      |
| 1985      | Just Feelin’                                                                                     | Palo Alto                      |
| 1986      | Double Trios                                                                                     | Denon                          |
| 1987      | Bon Voyage                                                                                       | Timeless                       |
| 1987      | Blues for Coltrane                                                                               | Impulse!                       |
| 1987      | Live at the Musicians Exchange Cafe (erschien auch als What’s New?, The Real McCoy, und Hip Toe) | Who’s Who in Jazz              |
| 1988      | Revelations                                                                                      | Blue Note                      |
| 1988      | Uptown/Downtown                                                                                  | Milestone                      |
| 1989      | Live at Sweet Basil                                                                              | King                           |
| 1989      | Things Aint What They Used to Be                                                                 | Blue Note                      |
| 1989      | Round Midnight (mit George Benson)                                                               | Jazz Door (vermutlich Bootleg) |
| 1990      | One on One (mit Stéphane Grappelli)                                                              | Milestone                      |
| 1991      | Blue Bossa                                                                                       | LRC                            |
| 1991      | Autumn Mood                                                                                      | Laserlight                     |
| 1991      | Soliloquy                                                                                        | Blue Note                      |
| 1991      | Remembering John                                                                                 | Enja                           |
| 1991      | New York Reunion (mit Joe Henderson, Ron Carter und Al Foster)                                   | Chesky                         |
| 1991      | 44th Street Suite                                                                                | Red Baron                      |
| 1991      | Key of Soul                                                                                      | Sweet Basil                    |
| 1991      | Solar: Live at Sweet Basil                                                                       | Sweet Basil                    |
| 1991      | In New York (mit Steve Grossman)                                                                 | Dreyfus                        |
| 1991      | Live in Warsaw (auch Warsaw Concert 1991, At the Warsaw Jamboree und Beautiful Love)             | Who’s Who in Jazz              |
| 1991      | The Turning Point                                                                                | Birdology                      |
| 1993      | Journey                                                                                          | Birdology                      |
| 1993      | Manhattan Moods (mit Bobby Hutcherson)                                                           | Blue Note                      |
| 1994      | Prelude and Sonata                                                                               | Milestone                      |
| 1995      | Infinity                                                                                         | Impulse!                       |
| 1997      | What the World Needs Now                                                                         | Impulse!                       |
| 1997      | McCoy Tyner Plays John Coltrane                                                                  | Impulse!                       |
| 1999      | McCoy Tyner and the Latin All-Stars                                                              | Telarc                         |
| 2000      | McCoy Tyner with Stanley Clarke and Al Foster                                                    | Telarc                         |
| 2000      | Jazz Roots                                                                                       | Telarc                         |
| 2003      | Land of Giants                                                                                   | Telarc                         |
| 2004      | Illuminations                                                                                    | Telarc                         |
| 2007      | Quartet                                                                                          | McCoy Tyner Music              |
| 2008      | Guitars                                                                                          | McCoy Tyner Music              |
| 2009      | Solo: Live from San Francisco                                                                    | McCoy Tyner Music              |
| 2024      | McCoy Tyner & Joe Henderson: Forces to Nature: Live at Slugs’                                    | Blue Note                      |

## Kompilationen
- 1996: The Best of McCoy Tyner (Blue Note, ed. 1996)
- 2007: Afro Blue (Telarc)
- The Best of the McCoy Tyner Big Band (Milestone)
- 2007: Mosaic Select (Mosaic Records, ed. 2007)
- 2023 The Montreux Years (BMG/Warner, ed. 2023)[3]

## Aufnahmen als Sideman
Mit George Benson
- 1989: Tenderly

Mit Art Blakey
- 1964: A Jazz Message

Mit John Blake, Jr.
- 1983: Maiden Dance

Mit Donald Byrd
- 1966: Mustang!

Mit John Coltrane
- 1960: Like Sonny (rec. 1960)
- 1961: Coltrane Jazz (in „Village Blues“)
- 1961: My Favorite Things
- 1961: Africa/Brass
- 1961: Coltrane „Live“ at the Village Vanguard
- 1962: Coltrane
- 1962: Olé Coltrane
- 1962: Coltrane Plays the Blues
- 1963: Ballads
- 1963: John Coltrane and Johnny Hartman
- 1963: Impressions
- 1963: Live at Birdland
- 1964: Coltrane’s Sound (1960, veröffentlicht 1964)
- 1964: Afro Blue Impressions
- 1964: Crescent
- 1964: A Love Supreme
- 1965: To the Beat of a Different Drum
- 1965: The John Coltrane Quartet Plays
- 1965: Ascension
- 1965: New Thing at Newport
- 1965: Kulu Sé Mama
- 1965: Meditations
- 1965: Om
- 1970: The Coltrane Legacy (Atlantic, Kompilation)
- 1970: Transition
- 1971: Sun Ship
- 1977: First Meditations
- 1998: Living Space

Mit Lou Donaldson
- 1967: Lush Life

Mit Art Farmer und Benny Golson
- 1960: Meet the Jazztet (Argo)

Mit Curtis Fuller
- 1959: Imagination (Savoy)
- 1960: Images of Curtis Fuller (Savoy)

Mit Grant Green
- 1964: Matador
- 1964: Solid

Mit Freddie Hubbard
- 1960: Open Sesame
- 1960: Goin’ Up
- 1961: Ready for Freddie
- 1964: Blue Spirits

Mit Joe Henderson
- 1963: Page One
- 1964: In ’N Out
- 1964: Inner Urge

Mit Bobby Hutcherson
- 1966: Stick-Up!
- 1982: Solo / Quartet

Mit Milt Jackson
- 1964: In a New Setting (Limelight)
- 1964: Spanish Fly
- 1965: I/We Had a Ball (Limelight) – 1 Titel

Mit J. J. Johnson
- 1964: Proof Positive

Mit The Manhattan Transfer
- 1985: Vocalese (Atlantic) in „I Remember Clifford“

Mit Blue Mitchell
- 1968: Heads Up

Mit Hank Mobley
- 1965: A Caddy for Daddy
- 1966: A Slice of the Top
- 1966: Straight No Filter

Mit Lee Morgan
- 1964: Tom Cat
- 1966: Delightfulee

Mit David Murray
- 1982: Bill Evans: A Tribute Palo Alto
- 1990: Special Quartet

Mit Julian Priester
- 1960: Spiritsville (Jazzland)

Mit Flora Purim
- 1976: Encounter (Milestone) in „Tomara [I Wish]“

Mit Sonny Rollins, Ron Carter und Al Foster
- 1978: Milestone Jazzstars in Concert

Mit Charlie Rouse
- 1965: Bossa Nova Bacchanal (Blue Note) in „One for Five“

Mit Avery Sharpe
- 1989: Unspoken Words

Mit Woody Shaw, Jackie McLean, Cecil McBee und Jack DeJohnette
- 1985: One Night with Blue Note Preserved Volume Two

Mit Wayne Shorter
- 1964: Night Dreamer
- 1964: JuJu
- 1965: The Soothsayer

Mit Sonny Stitt
- 1966: Loose Walk

Mit Stanley Turrentine
- 1964: Mr. Natural
- 1966: Rough ’n’ Tumble
- 1966: Easy Walker
- 1966: The Spoiler
- 1967: A Bluish Bag
- 1967: The Return of the Prodigal Son